# San Giovanni Evangelista (Piero della Francesca)
San Giovanni Evangelista è un dipinto, tecnica mista su tavola (133,99x62,23 cm), di Piero della Francesca, databile al 1454-1469 e conservato nella Frick Collection di New York. Si tratta del primo pannello a destra di quello centrale, dello smembrato e parzialmente disperso Polittico di Sant'Agostino, originariamente dipinto per la vecchia chiesa agostiniana di Sansepolcro, oggi Santa Chiara.

## Storia
Del polittico si conosce la data del contratto, 4 ottobre 1454, e quella dell'ultimo pagamento, 14 novembre 1469.
Spostato probabilmente col trasferimento degli Agostiniani, dovette finire in una posizione secondaria, per essere poi smembrato. Verso la fine del XIX secolo comparve sul mercato antiquario. Il pannello di San Giovanni Evangelista in particolare venne acquistato dalla collezione newyorkese nel 1936.

## Descrizione e stile
San Giovanni è rappresentato come un togato vestito all'antica, col mantello dal tipico colore rosso e con una tunica verde sulla quale, nell'orlo inferiore, spicca una decorazione di gioielli, perle e filigrana d'oro, con una resa magistrale del "lustro" (riflessi luminosi) derivata dalla conoscenza dell'arte fiamminga.

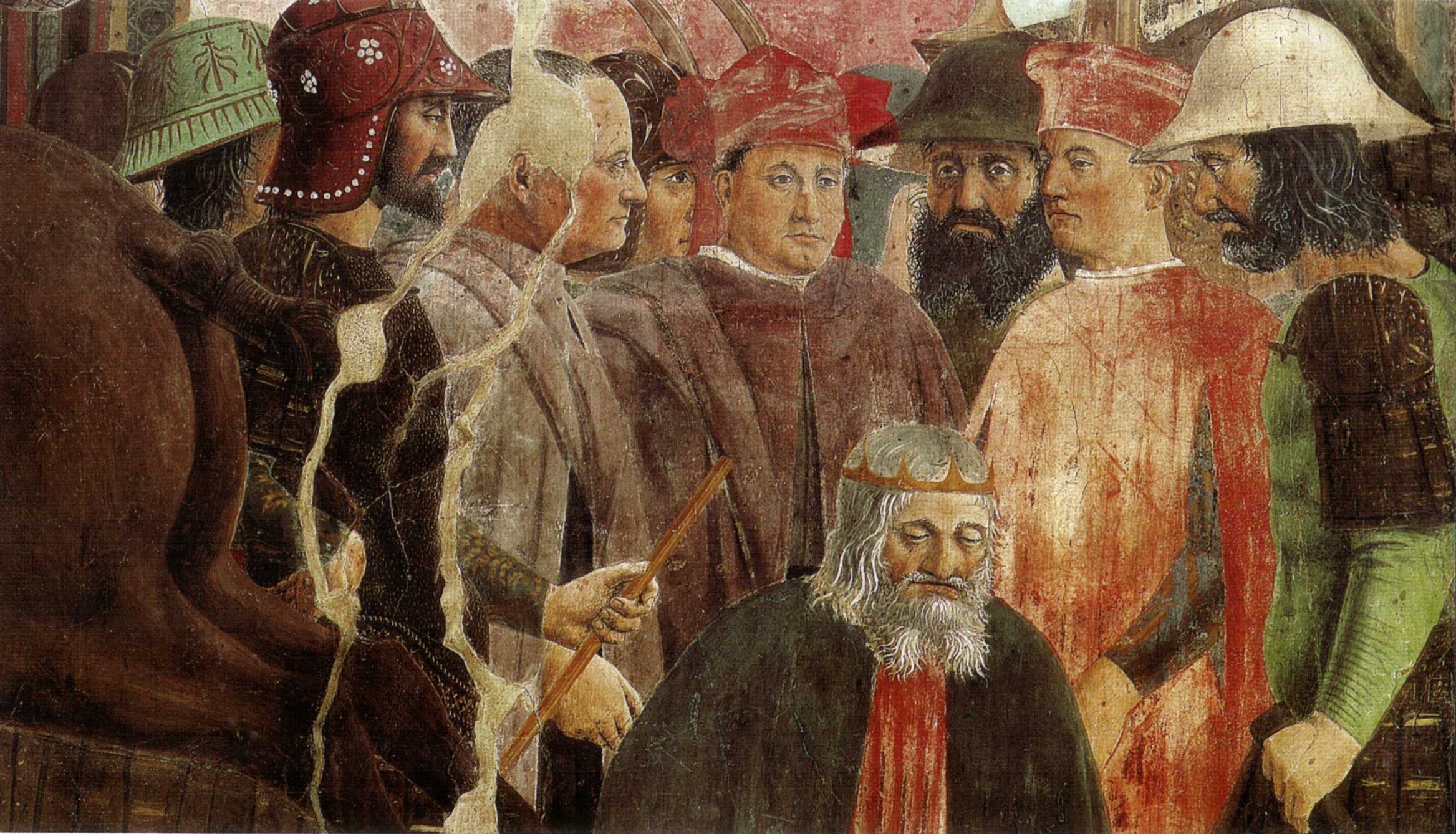
Cosroè negli affreschi di Arezzo

L'aspetto è quello di un uomo anziano con barba e capelli bianchi, mani e piedi molto ben disegnati e un vigoroso chiaroscuro nel panneggio, che dà al santo un rilievo quasi scultoreo. Le fattezze del santo, dal tipico naso schiacciato, hanno una fisionomia ampiamente ritratta da Piero, forse quella di un uomo realmente presente tra i suoi aiutanti, che dipinse anche in più episodi della Leggenda della Vera Croce ad Arezzo: come Dio Padre nell'Annunciazione, come Cosroè nella Battaglia e come spettatore nella Morte di Adamo.
Tipico di Piero è l'atteggiamento solenne e composto, improntato a un solido equilibrio geometrico. La luce è chiara e limpida e intride i colori schiarendo le ombre. L'aureola è scorciata in prospettiva, ma non presenta i riflessi a specchio come nel Polittico di Sant'Antonio.
In mano tiene il tipico attributo del libro, riferimento al suo Vangelo, che è decorato da applicazioni dorate sulla coperta in pelle.
In basso a destra si vede una parte del trono di Maria del perduto pannello centrale.
Lo spazio pittorico è costruito con estrema semplicità: su una base di marmo screziato, si imposta una balaustra marmorea con specchiature colorate, oltre la quale si vede un cielo azzurrino. L'uso di uno sfondo celeste, invece del tradizionale fondo oro, è segno di modernità, come anche la balaustra con decorazioni classicheggianti quali il fregio a palmette, le paraste corinzie e i dentelli.